# Erik Unander-Scharin
Erik Maria Unander-Scharin, född 30 april 1896 i Umeå, död 6 augusti 1951 i Skellefteå, var en svensk företagsledare.
Erik Unander-Scharin var son till Egil Unander-Scharin och Fanny Maria Johansson. Han avlade studentexamen i Umeå 1915, blev 1917 fänrik och 1919 underlöjtnant i fortifikationens reserv, varifrån han 1924 erhöll avsked. Undander-Scharin genomgick 1918–1920 Handelshögskolan i Stockholm och avlade 1920 ekonomisk examen. Sedan han 1921 fortsatt sin handelsutbildning i Storbritannien och Frankrike anställdes han 1922 vid familjeföretaget AB Scharins söner i Klemensnäs. Samma år flyttade han till Skellefteå för att överta ledningen för den av bolaget tillhöriga Klemensnäs såg- och trämassefabrik. Från 1937 var han VD för moderföretaget AB Scharins söner. Unander-Scharin var bland annat styrelseordförande i Svenska trämasseföreningen 1941–1945 och i Svenska wallboardföreningen från 1944. Han var vidare styrelseordförande i Svenska handelsbankens avdelningskontor i Skellefteå och i Norra Västerbottens stuveri AB samt ledamot av styrelsen för Svenska pappers- och cellulosaingenjörsföreningen. Unander-Scharin var även ordförande i Västerbottens sångareförbund. Han är begravd på Uppsala gamla kyrkogård.